# Karina Lipiarska
Karina Lipiarska, född 16 februari 1987, är en polsk bågskytt. Hon deltog vid olympiska sommarspelen 2016.